# Lithotorus cressoni
Lithotorus cressoni är en stekelart som beskrevs av Samuel Hubbard Scudder 1890. Lithotorus cressoni ingår i släktet Lithotorus och familjen brokparasitsteklar. Inga underarter finns listade i Catalogue of Life.